# Nậm Mạ (Hà Giang)

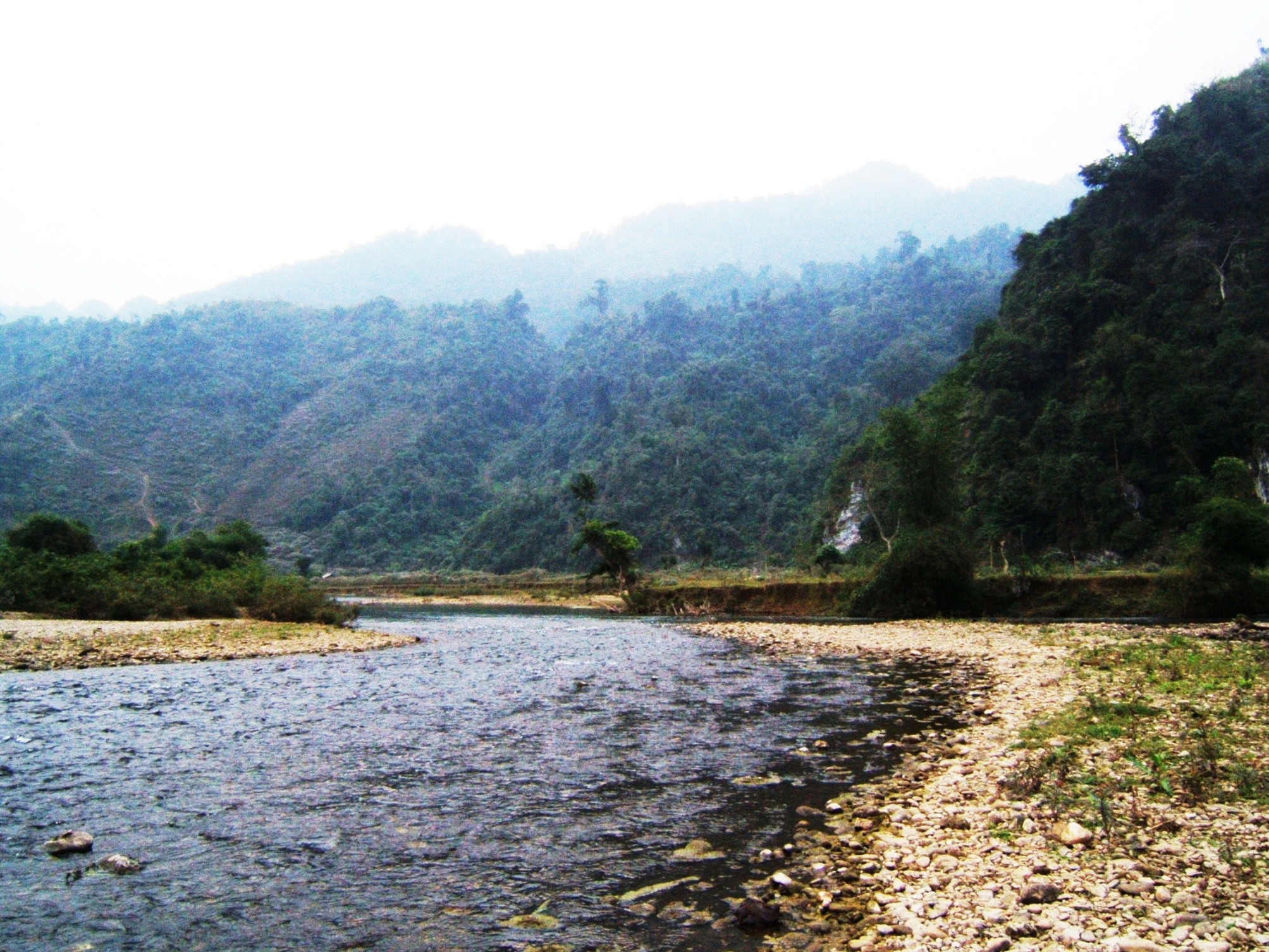
Nậm Mạ tại bản Nà Sài xã Minh Ngọc, Hà Giang

Nậm Mạ là phụ lưu cấp 1 của sông Gâm chảy ở tỉnh Hà Giang, Việt Nam.

## Dòng chảy
Nậm Mạ bắt nguồn từ thung lũng xã Tùng Bá, huyện Vị Xuyên, chảy theo hường đông nam, qua các xã Yên Định, Minh Ngọc 22°46′14″B 105°10′20″Đ / 22,770564°B 105,172086°Đ.
Đến xã Thượng Tân huyện Bắc Mê thì Nậm Mạ đổ vào sông Gâm 22°43′59″B 105°13′34″Đ / 22,732939°B 105,226127°Đ. Vùng cửa sông nay trong vùng hồ của Thủy điện Tuyên Quang.

## Thủy điện
Trên Nậm Mạ có Thủy điện Nậm Mạ 1 22°53′44″B 105°04′41″Đ / 22,89566°B 105,07815°Đ ở nhánh là suối Ba Tiên xã Tùng Bá, công suất lắp máy 18 MW với 2 tổ máy, khởi công xây dựng tháng 12/2015, dự kiến hoàn thành quý 3/2017 , tuy nhiên đến tháng 9/2018 mới vận hành thử tải .

## Chỉ dẫn
1. ↑  Trong tiếng Thái-Tày "Nậm" có nghĩa là nước, sông, suối.